# Генеральное консульство Великобритании в Гданьске
Генеральное консульство Великобритании в Гданьске (англ. British General Consulate in Gdansk, польск. Konsulat Generalny Wielkiej Brytanii w Gdańsku, нем. Britisches Generalkonsulat in Danzig) — в настоящее время не существующее консульство Великобритании в Гданьске. Было окончательно закрыто в 1966 году.

## Местонахождение

### Период до Первой Мировой войны
Первое британское дипломатическое учреждение в ранге консульства располагалось в Гданьске по следующим адресам:
- Langer Markt 39 (1808),
- Hundegasse 63 (1813—1831),
- Wollwebergasse 1996 (1839),
- Langgarten 209 (1844),
- Hundegasse 43 (1867—1874),
- Hundegasse 111 (1876),
- Jopengasse 1 (1878),
- Brotbänkergasse 36 (1880),
- Sandgrube 6/8 (1884),
- Sandgrube 23 (1888),
- Jopengasse 3 (1890—1894),
- Langgarten 21 (1897),
- Hundegasse 65 (1898—1900),
- Röpergasse 14 (1902—1903),
- Langgasse 14, об (1904—1910),
- Heiligenbrunnerweg 22b (1910),
- Hundegasse 59 (1911—1914).

### Период после Первой Мировой войны
В 1921—1938 годах Великобритания содержала консульство в Вольном городе Данциг. Первоначально дипломатическое представительство располагалось на Stadtgraben 14 (1921—1929), позднее — в здании Данцигской ассоциации страхования от пожара (нем. Danziger Feuersocietät) на Elisabethwall 9 (1930—1939). В 1934 году ранг учреждения был повышен до генерального консульства, продолжавшего работу до октября 1940 года.
Резиденция консула находилась на вилле в Сопоте на Büllowallee 34—36 (1926—1929).

### Период после Второй Мировой войны
После Второй мировой войны, в 1945 году, дипломатические отношения между государствами были возобновлены, в 1946—1947 годах Великобритания имела консульство в Сопоте в гостинице Надморски по адресу Grunwaldzkiej 12—16, затем, в 1947—1948 годах, в Гданьске на вилле Пачкого по адресу Uphagena 23. В этот период резиденция консула находилась в Сопоте на Mickiewicza 12 (до 1950 года). В 1948 году консульство из Гданьска было перенесено в Гдыню, где оно функционировало в качестве вице-консульства в доме Бергенского по адресу Portowej 15 (1949—1950), затем в здании на Pułaskiego 6 (1950—1966).
В 1946 году Великобритании создала так называемую Корабельную канцелярию, являвшуюся представительством британского Министерства военного транспорта (англ. British Ministry of War Transport). Канцелярия находилась в Гдыне по адресу Świętojańskiej 10.

## Список консулов
- 1538—1558 — Уильям Уотсон, агент
- 1551 — сэр Джон Бортвик, агент (ок. 1520—1566)[3]
- 1561 — Томас Аллен, агент
- 1580 — Джон Роджерс/Уильям Салкинс, агенты
- 1598 — сэр Джордж Карью, посол (1565—1612)
- 1610—1625 — Патрик Гордон, агент (—1657)[4]
- 1626—1641 — сэр Фрэнсис Гордон, резидент/консульский агент (—1644)
- 1700 — Уильям Браун, резидент (1660—1700)[4]

- 1702—1707 — д-р Джон Робинсон, посол, чрезвычайный посланник в Швеции (1650—1723)
- 1718 — Джошуа Кеннуорси, агент[5]
- 1721—1725 — сэр капитан Джеймс Джеффриес, резидент (1677—1739)[6]
- 1724—1735 — Джон Эрнст фон Валленродт, резидент[7]
- 1735—1750 — Арчибальд Гибсон, консул (1700—1790)
- 1754—1780 — сэр Тревор Корри, комиссар/консул (1724—1780)
- 1780—1811 — Александр Гибсон I, консул (1729—1811)
- 1813—1835 — Александр Гибсон II, консул (1770—1836)
- 1836—1837 — Томас де Гренье де Фонбланк, консул (1793—1861)
- 1837—1864 — Генри Роберт Плау, генеральный консул/консул (1786—1864)
- Здание бывшего консульства Великобритании в Гдыне на ул. Pułaskiego 6 (1950—1966)1864—1875 — Уильям Артур Адам Уайт, консул (1824—1891)
- 1876—1882 — А. Крюге, вице-консул[8]
- 1879—1882 — Джордж Баум, вице-консул
- 1884—1888 — Макс Дюре, вице-консул
- 1890—1903 — Гарри Томас Кэрью Хант, консул (1846—)
- 1903—1910 — полковник Артур Монтегю Брукфилд, консул (1853—1940)
- 1910—1912 — Аллан Маклин, консул (1858—1918)
- 1913—1914 — Фрэнсис Эдвард Драммонд-Хей, консул (1868—1943)
- 1919—1925 — капитан Басил Хомфрай Фрай, консул (1884—1931)
- 1926—1929 — Эрик Грант Кейбл, консул (1887—1970)
- 1929—1931 — Льюис Эдуард Бернайс, консул (1886—1972)[9]
- 1931—1933 — Джон Александр Кэмерон, консул (1869—1949)
- 1933—1934 — Кроуфорд Роберт МакКензи Бьюкен, консул (18—1935)
- 1934—1937 — Лоуренс Милнер Робинсон, генеральный консул (1885—1957)
- 1937—1939 — сэр Эдвард Генри Джеральд Шеперд (1886—1967)
- 1939 — сэр Фрэнсис Мичи Шепард, генеральный консул (1892—1962)
- Резиденция консула Великобритании в Сопоте на ул. Mickiewicza 34—36 (1926—1929)1945—1946 — Эрик Артур Клю, генеральный консул (1894—1964)
- 1946—1949 — Кларенс Норбери Эзард, генеральный консул (1896—1986)[10]
- 1950—1951 — А. Дэвид Фрэнсис, Генеральный консул (1900—1987)
- 1952—1953 — Н. А. Купер, консул
- 1954—1955 — Г. К. Литтлер, консул[11]
- 1956—1957 — А. Г. Эванс, консул
- 1958—1959 — Рональд Фрейзер Маккивер, консул (1914—1981)
- 1960—1961 — Роберт Дж. С. Пиз, консул (1922—2010)
- 1961—1962 — Уильям Джон Паркинс, консул[12]
- Резиденция консула Великобритании в Сопоте на ул. Mickiewicza 12 (до 1948)1963—1964 — К. Праусс, про-консул
- 1965 — Я. А. Вперед, консул
- 1966 — С. Р. Эйри, консул